# Jared Polis
Jared Polis (Boulder, 12 de mayo de 1975) es un político, empresario y filántropo estadounidense, que desde enero de 2019 se desempeña como Gobernador de Colorado. 
Como miembro del Partido Demócrata, se desempeñó en un mandato en el Consejo de Educación del Estado de Colorado, entre 2001 y 2007, y cinco mandatos como miembro de la Cámara de Representantes de los Estados Unidos, representando al distrito 2 de su estado, entre 2009 y 2018. En sus épocas como congresista, fue el único miembro Demócrata del grupo libertario Liberty Caucus. En 2018 fue elegido como gobernador de su Estado, derrotando al candidato republicano, Walker Stapleton.
Abiertamente homosexual, en su carrera electoral ha marcado algunos hitos al respecto. Fue la primera persona padre homoparental en el Congreso estadounidense. En 2018 se convirtió en el primer hombre homosexual electo para un cargo gubernamental en todo Estados Unidos, y así es el segundo homosexual en la historia de ese país en alcanzar un cargo de este tipo (junto con Kate Brown de Oregón). Asimismo, es el primer gobernador judío de Colorado.